# Ferdinand Gaillard
Ne doit pas être confondu avec Claude-Ferdinand Gaillard.
Pour les articles homonymes, voir Gaillard.
Ferdinand Gaillard est un fort ténor français né à Aigues-Mortes le 11 janvier 1876. Il est décédé à Bargemon (Var) le 25 août 1936.

## Biographie
Après avoir reçu une solide formation au conservatoire de Nîmes, il entre à l'automne 1902 à l'école supérieure de musique de Paris (Schola Cantorum), où il est l'élève d’Émile Cazeneuve. Il débute au Grand-Théâtre de Montpellier, dont il est pensionnaire comme premier fort ténor pour la saison d'hiver 1905-1906. Il poursuit sa carrière sur les plus grandes scènes de France, notamment au théâtre du Capitole de Toulouse où il est premier fort ténor pendant la saison 1911-1912.
Il excelle surtout  dans les rôles d'Arnold dans Guillaume Tell de Rossini, Eléazar dans La Juive d'Halévy, Raoul de Nangis dans Les Huguenots de Meyerbeer.
Tous ces rôles, qu'il s'agisse d'Arnold de Guillaume Tell, ou d'Éléazar de La Juive caractérisent la voix de fort ténor, c'est-à-dire la capacité de monter jusqu'au ut dièse. De ce point de vue, la carrière de Ferdinand Gaillard s'inscrit dans la tradition de l'opéra français du XIXe siècle et illustre l'engouement du public pour les tours de force vocaux.
En 1837, Berlioz écrivait : « Les  ténors, avec leurs registres divers de sons mixtes, de sons de tête et de poitrine, varient entre eux à l'infini. Tel n'a que trois ou quatre sons de tête, tel autre en a beaucoup plus : Rubini en a six ; la plupart ne s'élèvent en voix de poitrine que jusqu'au la; Nourrit donne le si naturel ; Duprez l'ut, Haitzinger donnait l'ut dièse. Tout l'intérêt de la reprise de Guillaume Tell réside pour le public dans cet ut introuvable ».
En effet, au tout début du XXe siècle, l'ut dièse continuait à déplacer les foules. Mais l'engouement pour les prouesses vocales était manifestement lié à l'aspect visuel de la représentation lyrique et au goût du public pour la magnificence. La Juive a sans doute marqué un sommet dans ce domaine. Les œuvres interprétées par Ferdinand Gaillard nécessitaient toutes une mise en scène grandiose, un orchestre élargi, qui annoncent les procédés mis en œuvre par Wagner.
Ces opéras se caractérisent aussi par l'opposition de plusieurs groupes qui forme un principe dramaturgique puissant : chrétiens contre juifs dans La Juive, protestants contre catholiques dans Les Huguenots, peuple opprimé contre oppresseur dans Guillaume Tell. Dans tous ces opéras, la théâtralité inhérente à la liturgie (mariages, couronnements, processions, prières collectives), alternent avec les scènes intimistes.
Enfin, on peut noter que ces opéras avaient tous déjà connu un énorme succès. La Juive avait fêté sa 500e représentation en 1886. Et Les Huguenots avait atteint des sommets avec une 1000e représentation à l'Académie de musique de Paris en 1903.
Le répertoire choisi avait donc reçu l'approbation du public parisien, ce qui était une garantie de succès en province, comme en témoignait déjà Théophile Gautier, au XIXe siècle : « Un poète, un chanteur, un comédien que Paris a daigné favoriser de son approbation suprême peut aller partout le front levé, il est sûr des applaudissements de l'univers ».
Par ce répertoire, Ferdinand Gaillard perpétuait donc la tradition du grand opéra français du XIXe siècle et contribuait à faire connaître en province des œuvres qui avaient fait vibrer depuis des décennies les spectateurs des théâtres parisiens. On mesurera mieux sans doute l'importance de ces représentations si l'on songe qu'il n'y avait pas alors de possibilité d'enregistrement et que toute musique, pour exister, devait être sans cesse réinterprétée.

## Source
Texte établi d'après une conférence donnée par Mireille Labrousse en 2003 au Carré d'Art à Nîmes 